# Еськино (Рузский городской округ)
Еськино — деревня в Рузском районе Московской области России, входит в состав сельского поселения Дороховское. Население 21 человек на 2006 год. До 2006 года Еськино входило в состав Старониколаевского сельского округа.
Деревня расположена в южной части района, в 13 километрах к юго-востоку от Рузы, на безымянном притоке реки Елица, высота центра над уровнем моря 196 м.